# Beatrix Weber-Monecke
Beatrix Weber-Monecke (* 14. Dezember 1950 in Hachenburg) ist eine deutsche Juristin. Sie war von 1995 bis 2016 Richterin am Bundesgerichtshof.

## Beruflicher Werdegang
Weber-Monecke studierte Rechtswissenschaften in Bonn und Hamburg. Ihr Erstes Staatsexamen legte sie in Nordrhein-Westfalen ab, das Zweite Staatsexamen in Rheinland-Pfalz. Sie trat nach Abschluss ihrer juristischen Ausbildung 1978 in den Justizdienst des Landes Rheinland-Pfalz ein und war zunächst dem Landgericht Koblenz und anschließend dem Amtsgericht Altenkirchen zugewiesen. 1981 wurde sie dort zur Richterin am Amtsgericht ernannt. Nach ihrer Abordnung an das Oberlandesgericht Koblenz im November 1986 wurde sie am 24. Juli 1987 zur Richterin am Oberlandesgericht Koblenz ernannt. Dort war sie in einem Familiensenat tätig.
Nach ihrer Ernennung zur Richterin am Bundesgerichtshof am 2. Juni 1995 wies das Präsidium Weber-Monecke dem vornehmlich für das Familienrecht und das gewerbliche Mietrecht zuständigen XII. Zivilsenat zu.
Seit 2002 war sie zudem für den XII. Zivilsenat als stellvertretendes Mitglied, seit 2011 als ordentliches Mitglied in den Gemeinsamen Senat der obersten Gerichtshöfe des Bundes entsandt. Außerdem vertrat sie den XII. Zivilsenat seit 2011 im Großen Senat für Zivilsachen.
Von Februar 1998 bis April 2008 übernahm Weber-Monecke das Amt der Gleichstellungsbeauftragten, das sie zuvor bereits seit Januar 1997 stellvertretend ausgeübt hatte.
In den Jahren 2002 bis 2006 war sie Mitglied des Präsidialrats des Bundesgerichtshofs.
Weber-Monecke trat nach Erreichen der Altersgrenze am 30. April 2016 in den Ruhestand. Ihre Nachfolgerin wurde Antje Krüger.

## Mitgliedschaften
- Seit 2002: Mitglied des Beirats der Zeitschrift Forum Familienrecht

## Publikationen (Auswahl)
- Die Rechtsprechung des BGH zum Elternunterhalt. in: Schnitzler, Rakete-Dombek (Hrsg.): Festschrift für RAin Groß. Schriftenreihe der Arbeitsgemeinschaft Familien- und Erbrecht im DAV. 2003
- Neue Rechtsprechung des Bundesgerichtshofs (XII. Senat) zum Familienrecht 2005/2006 – Zur Wirksamkeits- und Ausübungskontrolle von Eheverträgen. In: Familienforum 2007, S. 135 ff. (gemeinsam mit K. Schnitzler)
- Probleme der Vereinbarkeit von Scharia-geprägtem Familienrecht mit deutschem Recht. In: Zeitschrift des Deutschen Juristinnenbundes, 2009, Heft 4
- Handlungsbedarf nach der Unterhaltrechtsreform? In: Familienforum 2010, S. 475 ff.
- Münchener Kommentar zum Bürgerlichen Gesetzbuch / 7,1: Familienrecht I, §§ 1297 - 1588, Gewaltschutzgesetz. 5. Auflage, Beck Verlag, München 2010, ISBN 9783406548475
- Elternunterhalt – Entwicklung in drei Jahrzehnten. In: Isabell Götz, Klaus Schnitzler (Hrsg.): 40 Jahre Familienrechtsreform. Beck Verlag, München 2017, ISBN 9783406707001, S. 131–142

## Privatleben
Weber-Monecke ist mit einem inzwischen pensionierten Direktor eines Amtsgerichts in Rheinland-Pfalz verheiratet. Sie hat einen Sohn und eine Tochter.